# مفاهيم الترجمة - المنظور التعريبي لنقل المعرفة
مفاهيم الترجمة، المنظور التعريبي لنقل المعرفة هو كتاب لمؤلفه "محمد الديداوي"، وهو خبير ترجمة مغربي، عمل في مقار مختلفة لمنظمة الأمم المتحدة وشغل رئيس قسم الترجمة العربية في الأمم المتحدة في فيينا وجنيف ونيويورك وأديس أبابا،
الذي يسوق فيه رؤيته في مجال الترجمة العربية ببعد أكاديمي، متضمنا أسانيد وتطبيقات وأمثلة ومقارنات، محاولا إظهار كيف يكون المترجم إلى العربية فصيح الجملة وواضح البيان وسهل المأخذ بائن المقصد، لأن الترجمة إلى العربية تعريب والتعريب حسب رؤيته تكييف واستيعاب، والكتابة وسيلة وتجسيد ولن يكون هذا إلا بذلك.
ويتطرق الكتاب إلى تجربتين عرفهما تاريخ الترجمة العربي، المترجمون الأوائل عند انفتاح العرب على ثقافات وحضارات أخرى في العالم القديم، فاصطدموا بالمصطلح المتخصص، واحتاروا في كيفية التعامل مع النص بين المبنى والمعنى، مع التوقف عند الطرق التي اتبعها أولئك المترجمون الذين عملوا بالسليقة دون أي تدريب على طرق الترجمة.

## الخلفية
يرتكز كتاب مفاهيم الترجمة: المنظور التعريبي لنقل المعرفة على خلفية أكاديمية ومهنية غنية للمؤلف محمد الديداوي، وهو خبير ترجمة مغربي شغل مناصب رفيعة في منظمة الأمم المتحدة، من بينها رئاسة قسم الترجمة العربية في مكاتب فيينا وجنيف ونيويورك وأديس أبابا. ويُعالج الكتاب موضوعات في اللسانيات، الترجمة، واللغويات التطبيقية. ينطلق الديداوي من تجربته العملية ليقدّم رؤية نقدية حول الترجمة إلى العربية، مؤكدًا أن الترجمة ليست مجرد نقل لغوي، بل عملية تعريب تتطلب تكييفًا معرفيًا وثقافيًا. ويستعرض في الكتاب نماذج تاريخية من الترجمة العربية، خاصة تجربة المترجمين الأوائل الذين واجهوا تحديات المصطلح والمعنى دون تدريب مسبق، مما يمنح الكتاب بعدًا تأصيليًا في فهم الترجمة كأداة لنقل المعرفة وتوطينها داخل السياق العربي

## التعريب في الكتاب
في كتاب مفاهيم الترجمة: المنظور التعريبي لنقل المعرفة، يُقدّم محمد الديداوي مفهوم "التعريب" باعتباره عملية معرفية وثقافية تهدف إلى تكييف النصوص الأجنبية وتوطينها داخل السياق العربي، بدل الاكتفاء بالنقل الحرفي. ويؤكد المؤلف أن التعريب لا يعني فقط ترجمة المصطلحات، بل يشمل إعادة بناء المعنى وفقًا للموروث اللغوي والفكري العربي، مع مراعاة وضوح الأسلوب وسلاسة التعبير. ويرى الديداوي أن المترجم العربي يؤدي دورًا مزدوجًا: كمُترجم وكاتب، ويجب أن يتحلى بالكفاءة اللغوية والقدرة على إبراز المعنى بأسلوب يخدم القارئ العربي ويُثري ثقافته.

## الترجمة في الكتاب
في كتاب مفاهيم الترجمة: المنظور التعريبي لنقل المعرفة، يُبرز محمد الديداوي الترجمة بوصفها عملية فكرية تتجاوز النقل اللغوي إلى إعادة إنتاج المعنى داخل سياق ثقافي مختلف. ويُشدّد على أن الترجمة إلى العربية يجب أن تكون فصيحة وواضحة وسهلة، لأن الكتابة هي وسيلة لتجسيد المعرفة. كما يعرض نماذج تطبيقية ومقارنات لغوية، ويُظهر كيف أن المترجم العربي لا يكتفي بفهم النص الأصلي، بل يُعيد صياغته بما يتناسب مع الذهنية العربية، مؤكدًا أن الترجمة هي تعريب، والتعريب هو تكييف واستيعاب